# Давис, Давид
Давид Давис (исп. David Davis Cámara; род. 25 октября 1976, Санта-Мария-де-Палаутордера) — испанский гандболист, известный по выступлению за испанские клубы «Вальядолид», «Сьюдад Реал» и «Атлетико Мадрид», а также выступал за сборную Испании. По окончании карьеры стал тренером.

## Карьера
Чемпион мира 2005 года; бронзовый призёр Олимпиады в Пекине в 2008 году.

## Награды
- Медаль «За заслуги перед Македонией» (5 июня 2017 года, Македония)[2].